# 王菲 (1997年專輯)
《王菲》是香港歌手王菲的第十四張大碟、第五張國語大碟，也是她以「一間製作」（A Production House）身份加盟百代唱片的第一張大碟，於1997年9月26日发行。一共十首歌曲，其中一首是翻唱。
從這張專輯起，王菲的音樂就將「另類」的歌曲和主流情歌融合在一起，既沒有《浮躁》這樣完全忽視市場的作品，也始終和港台主流樂壇保持一定的距離。而且她自此不再將香港作為主要市場，後幾張大碟中也只是附錄幾首粵語歌。
专辑發售10天在台灣的銷量便超過45萬張，在香港达到白金唱片销量，在马来西亚的销量大破10萬張，在新加坡则破6萬張，是1997年度新馬两地最暢銷的女歌手專輯。

## 簡介
當上母親後的王菲無論曲風和唱法都已有了明顯變化。這張跳槽百代唱片後的首張專輯不但沒有她自己創作的歌曲，和她過往的音樂路線也大相逕庭，尤其是在《浮躁》徹底的藝術嘗試後突然調轉方向。新專輯總體慵懶、柔和，瀰漫著一種心滿意足的態度，她也剔除了花俏的演唱技巧。張亞東這次為她譜寫了「你快樂（所以我快樂）」和「悶」，都是主打歌曲。
Cocteau Twins對王菲的影響在這張新大碟中仍清晰可見，「懷念」是翻唱其在1996年專輯《Milk & Kisses》裏的歌曲。該樂隊的兩位男成員也為她譜寫了「娛樂場」。而Cocteau Twins在1997年宣告解散，至此王菲一共翻唱過他們三首歌曲，Cocteau Twins也為王菲譜寫過三首歌，除了「娛樂場」外，其他兩首歌曲該樂隊皆有重新填詞演唱發表。
值得一提的是，專輯中的「人間」是中島美雪唯一一次為華人歌手譜寫的歌曲。後來中島在自己的專輯中也演唱了日文版。
另外，王菲與非主流音樂人的接觸越來越頻繁，「麻醉」的作曲人周鳳嶺即來自內地地下音樂界，而香港樂隊BlackBox的張佳添也貢獻了一首「小題大做」。
「撲火」是王菲第六次演唱陳小霞作曲的作品，但作為曲子的首唱者卻僅是繼「約定」之後的第二次。此次合作後，王菲很長一段時間都再未演唱過陳小霞所作的歌曲，直到2016年的單曲「你在終點等我」才再度合作。
而專輯的服飾造型、藝術概念仍是頗為另類，而且王菲從這時起始終在右手腕上繫著一條出於信仰密宗戴上的紅繩。

## 曲目
| 曲序 | 曲目                 | 作曲                                            | 编曲              | 备注                                                   | 时长 |
| ---- | -------------------- | ----------------------------------------------- | ----------------- | ------------------------------------------------------ | ---- |
| 1.   | 麻醉                 | 周鳳嶺                                          | Adrian Chan       |                                                        | 4:00 |
| 2.   | 你快樂（所以我快樂） | 張亞東                                          | 張亞東            | 第一主打                                               | 4:18 |
| 3.   | 悶                   | 張亞東                                          | 張亞東            | 第三主打                                               | 4:15 |
| 4.   | 娛樂場               | Robin Guthrie、Simon Raymonde                   | Adrian Chan       |                                                        | 3:26 |
| 5.   | 人間                 | 中島美雪                                        | Adrian Chan       | 第四主打 后来在1998年被改編成日语版-中島美雪的《清流》 | 4:45 |
| 6.   | 我也不想這樣         | Alex San                                        | Alex San          | 第二主打                                               | 4:56 |
| 7.   | 小題大做             | 張佳添 (BlackBox)                               | 張佳添 (BlackBox) |                                                        | 3:27 |
| 8.   | 懷念（詞：黃偉文）   | Elizabeth Fraser、Robin Guthrie、Simon Raymonde | 張亞東            | 改編自Cocteau Twins的《Rilkean Heart》                 | 3:21 |
| 9.   | 撲火（詞：姚若龍）   | 陳小霞                                          | Adrian Chan       |                                                        | 4:15 |
| 10.  | 雲端（詞：黃桂蘭）   | 李正帆                                          | Ted Lo            |                                                        | 3:56 |

## 音樂錄影帶
（依照專輯曲序排列）
| 歌名             | 執導   |
| ---------------- | ------ |
| 麻醉             | 林錦和 |
| 你快樂所以我快樂 | 張文華 |
| 悶               | 張文華 |
| 人間             | 林錦和 |
| 我也不想這樣     | 區雪兒 |

## 獎項
- 香港電台的十大中文金曲頒獎音樂會：
  - 1997年度：「十大中文金曲」—「你快樂（所以我快樂）」[5]
  - 1997年度：「十大優秀流行歌手大獎」[5]
  - 1997年度：「飛躍大獎—女歌手銀獎」[5]
- 無綫電視的十大勁歌金曲頒獎典禮：
  - 1997年度：「最受歡迎國語歌曲獎 — 銅獎」—「你快樂（所以我快樂）」[6]
  - 1997年度：「亞太區最受歡迎香港女歌星」[6]
- 商業電台的叱咤樂壇流行榜：
  - 1997年度：「叱咤樂壇女歌手金獎」[7]
  - 1997年度：「叱咤樂壇我最喜愛的女歌手」[7]
  - 1997年度：「叱咤殿堂十大歌手/組合」[7]
- 新城電台的新城勁爆頒獎禮：
  - 1997年度：「亞洲勁爆女歌手」[8]
- 中文榜中榜： Channel V
  - 1997年度：Top 20—「你快樂（所以我快樂）」
- 中華音樂人交流協會：
  - 1997年度十大單曲—「你快乐所以我快乐」
  - 1997年度十大專輯

- 台灣流行音樂200最佳專輯 （页面存档备份，存于）中NO.71

## 發行歷史
| 地區     | 發行日期      | 發行公司        | 版本與介質   | 編號           |
| -------- | ------------- | --------------- | ------------ | -------------- |
| 香港     | 1997年9月26日 | EMI百代         | 限量精裝版CD | 72438 2144625  |
| 香港     | 1997年9月26日 | EMI百代         | 平裝版CD     | 72438 2129929  |
| 台灣     | 1997年9月26日 | 科藝百代        | 限量精裝版CD | ED-7012-1      |
| 台灣     | 1997年9月26日 | 科藝百代        | 平裝版CD     | ED-7012        |
| 台灣     | 1997年9月26日 | 科藝百代        | 卡带         | ET-7012        |
| 中國大陸 | 1997年9月26日 | 中唱上海        | CD           | SCD-392        |
| 中國大陸 | 1997年9月26日 | 中唱上海        | 卡带         | CL-283         |
| 馬來西亞 | 1997年9月26日 | EMI Malaysia    | 卡带         | 72438 21299 43 |
| 韓國     | 1997年10月6日 | EMI Music Korea | CD           | EKPD-0645      |
| 韓國     | 1997年10月6日 | EMI Music Korea | 卡帶         | EKPC-0645      |
| 日本     | 1997年11月7日 | 東芝EMI         | CD           | TOCP-50305     |
| 中國大陸 | 2002年        | 中唱上海        | CD (特價版)  | SCD-392        |